# Torre del Greco
Torre del Greco es un municipio italiano localizado en la ciudad metropolitana de Nápoles, región de Campania. Cuenta con 85.791 habitantes en 33,7 km².
El municipio de Torre del Greco contiene las frazioni (subdivisiones) de Camaldoli della Torre, Lava Nuova, Leopardi, Sant'Antonio y Santa Maria la Bruna. Limita con los municipios de Ercolano, Torre Annunziata y Trecase.
Su área municipal está situada en el parque nacional del Vesubio.

## Evolución demográfica
| Gráfica de evolución demográfica de Torre del Greco entre 1861 y 2011 |
|                                                                       |
| Fuente ISTAT - elaboración gráfica de Wikipedia                       |